# Anita Otto
Anita Otto (Löbnitz, 12 december 1942) is een atleet uit Duitsland.
In 1965 en 1966 werd Otto nationaal kampioene discuswerpen in Oost-Duitsland.
Op het EK in 1966 behaalde Otto een bronzen medaille bij het discuswerpen.
Op de Olympische Spelen van Mexico in 1968 nam Otto deel aan het onderdeel discuswerpen. Ze eindigde op de vierde plaats.